# Forst (Seybothenreuth)
Forst ist ein Gemeindeteil von Seybothenreuth im Landkreis Bayreuth (Oberfranken, Bayern). Forst liegt in der Gemarkung Seybothenreuth.

## Geografie
Die Einöde liegt östlich vom Rostinggraben, einem rechten Zufluss des Laimbachs. Bei Haus Nr. 1 steht ein Baum, der als Naturdenkmal ausgezeichnet ist. Ein Anliegerweg führt unmittelbar östlich zur Staatsstraße 2463, die nach Seybothenreuth zur Bundesstraße 22 (0,9 km südlich) bzw. nach Weidenberg verläuft (4,5 km nördlich).

## Geschichte
Forst gehörte zur Realgemeinde Seybothenreuth. Gegen Ende des 18. Jahrhunderts bestand Forst aus zwei Anwesen (1 Söldengut, 1 Wohnhaus). Die Hochgerichtsbarkeit stand dem bayreuthischen Stadtvogteiamt Bayreuth zu. Das Hofkastenamt Bayreuth war Grundherr der beiden Anwesen.
Von 1797 bis 1810 unterstand der Ort dem Justiz- und Kammeramt Bayreuth. Mit dem Gemeindeedikt wurde Forst dem 1812 gebildeten Steuerdistrikt Seybothenreuth und der zugleich gebildeten Ruralgemeinde Seybothenreuth zugewiesen.

### Einwohnerentwicklung
| Jahr      | 001818 | 001861 | 001871 | 001885 | 001900 | 001925 | 001950 | 001961 | 001970 | 001987 |
| Einwohner | *      | 18     | 13     | 11     | 9      | 12     | 23     | 15     | 7      | 9      |
| Häuser    | *      |        |        | 2      | 2      | 2      | 2      | 2      |        | 2      |
| Quelle    | [ 6 ]  | [ 9 ]  | [ 10 ] | [ 11 ] | [ 12 ] | [ 13 ] | [ 14 ] | [ 15 ] | [ 16 ] | [ 1 ]  |

## Religion
Forst ist evangelisch-lutherisch geprägt und nach St. Veronika (Birk) gepfarrt.